# Valentina Maureira
Valentina Maureira Riquelme (2000/01 - 14 de mayo de 2015) era una adolescente chilena quién ganó reconocimiento al usar las redes sociales para solicitar la eutanasia a la Presidenta Michelle Bachelet, quien finalmente rechazó la solicitud.

## Biografía
Valentina era la hija de  Jacqueline Riquelme y Freddy Maureira. El hermano de Valentina falleció a los seis años diagnosticado de fibrosis quística. Ella fue diagnosticada con la misma enfermedad algunos meses después.
Apareció en Los Méndez en el capítulo 14, cuando la pequeña Valentina tenía apenas 11 años de edad.
A inicios de 2015, usó YouTube para difundir un vídeo consultando a la Presidenta Bachelet para solicitar la eutanasia. La Mandataria rechazó la solicitud, debido a que las leyes chilenas prohíben la eutanasia en cualquiera de sus formas.
Días más tarde, Bachelet visitó a Valentina en el hospital. Desde el 23 de marzo, la joven recibió el apoyo de diversas organizaciones y personas que se encontraban en la misma situación. Algunas de ellas abogaron para que cambiase su idea acerca de la solicitud de la eutanasia.
Valentina falleció el 14 de mayo de 2015 debido a su enfermedad.